# Wolfgang Bankl
Wolfgang Bankl (* 1960 in Wien) ist ein österreichischer Opernsänger in den Stimmlagen Bass und Bassbariton.

## Leben
Wolfgang Bankl wuchs in Tribuswinkel auf und erhielt an der Musikschule Baden bei Wien eine Violinausbildung. Von 1984 bis 1989 studierte er am Konservatorium der Stadt Wien Gesang bei Dominique Weber, Lied und Oratorium bei David Lutz sowie Oper bei Waldemar Kmentt.
Am Beginn seiner Karriere war er an der Wiener Kammeroper sowie von 1989 bis 1993 am Opernhaus Kiel engagiert. Seit 1993 ist er Ensemblemitglied der Wiener Staatsoper, wo er unter anderem als Papageno in der Zauberflöte, als Baron Ochs auf Lerchenau im Rosenkavalier, als Graf Waldner in Arabella, als Truffaldin in Ariadne auf Naxos, als Mr. Flint in Billy Budd, als Leporello in Don Giovanni, als Bartolo im Barbier von Sevilla, als Figaro in der Hochzeit des Figaro, als Klingsor im Parsifal und als Alcindoro in La Bohème auf der Bühne stand. Im Dezember 2018 sang er in der Uraufführung der Oper Die Weiden von Johannes Maria Staud die Rollen des Demagogen und des Oberförsters. In der österreichischen Erstaufführung der Oper Animal Farm von Alexander Raskatov basierend auf George Orwells gleichnamigen Roman feierte er im Februar 2024 als Napoleon Premiere.
Im Jahr 2000 gründete er gemeinsam mit dem Pianisten und Dirigenten Norbert Pfafflmeyer, dem Schriftsteller Harald Kollegger und dem Tonsetzer Schmerzhelm von Solchgemut das Kammermusikfestival giro d’arte, welches seitdem jeden Sommer stattfindet. Die Anfahrt zu den Veranstaltungsorten erfolgt dabei mit dem Fahrrad, das Programm widmet sich neben Bach und Schubert der zeitgenössischen Musik.
Seit 2007 ist er Dozent beim Kammermusikfestival Allegro Vivo.

## Auszeichnungen
Im April 2013 wurde ihm der Berufstitel Österreichischer Kammersänger verliehen.